# وندلیا (میشیگان)
وندلیا، میشیگان (به انگلیسی: Vandalia, Michigan) یک منطقهٔ مسکونی در ایالات متحده آمریکا است که در شهرستان کاس، میشیگان واقع شده‌است.

## خصوصیات
وندلیا ۲٫۵۶ کیلومترمربع مساحت و ۳۰۱ نفر جمعیت دارد و ۲۶۸ متر بالاتر از سطح دریا واقع شده‌است.